# فیرول (مینه‌سوتا)
فیرول، مینه‌سوتا (به انگلیسی: Farwell, Minnesota) یک شهر در ایالات متحده آمریکا است که در شهرستان پوپ (ابهام‌زدایی) واقع شده‌است.

## خصوصیات
فیرول ۰٫۷۵ کیلومترمربع مساحت و ۵۱ نفر جمعیت دارد و ۴۱۰ متر بالاتر از سطح دریا واقع شده‌است.